# Cramlington (estação ferroviária)
Cramlington é uma estação ferroviária na East Coast Main Line, que serve à cidade de Cramlington, em Northumberland, Inglaterra. É propriedade da Network Rail e gerida pela Northern Trains.
Em 2018/2019, o uso de passageiros na estação atingiu seis dígitos, com 107 800 entradas e saídas.

## Facilidades
A estação não possui pessoal. Em fevereiro de 2019, o Conselho local instalou uma máquina de bilhetes na plataforma sul, permitindo um atendimento sem contato, com a possibilidade do uso de cartão para aquisição de tíquetes, que também podem ser adquiridos a bordo dos trens. Existem abrigos de espera em ambas as plataformas, mas nenhum outro edifício permanente. Cartazes de horários e displays de informações em tempo real oferecem detalhes de funcionamento do serviço. O acesso sem degraus está disponível para ambas as plataformas, embora a passarela que as liga tenha degraus. 
O Northumberland County Council e o grupo local de usuários ferroviários The South East Northumberland Rail User Group (SENRUG) estão fazendo campanha para realocar a estação em um novo local 200 metros ao sul de sua posição atual, a fim de melhor servir ao shopping center Manor Walks, o Westmorland Retail Park e as principais áreas de trabalho da cidade. O local proposto também permitiria a construção de uma melhor interligação entre os serviços de ônibus e ferrovia, um estacionamento maior e serviria a vários bairros residenciais à oeste, construídos nas décadas de 1960 e 1970.

## Acidentes e incidentes
Em 26 de maio de 1926, durante a Greve Geral, um trem expresso de passageiros foi deliberadamente descarrilado ao sul da estação.

## Serviços
Existem serviços locais de hora em hora para Morpeth e também para Carlisle via Newcastle Central. Nos horários de pico, alguns continuam para Chathill. Há um serviço irregular aos domingos, aproximadamente a cada duas horas, introduzido em dezembro de 2017, como parte de um novo contrato de franquia. Serviços regulares durante os meios de semana para Hexham e Carlisle foram introduzidos após uma mudança de horários em maio de 2019.